# Bruno Siciliano (calciatore)
Bruno Carlo Siciliano (Rio de Janeiro, 19 gennaio 1938) è un ex calciatore brasiliano, di ruolo attaccante.

## Carriera

### Club
Cresciuto calcisticamente nel Botafogo, si mette presto in luce come centravanti veloce e dalle buone doti tecniche ed in virtù delle sue chiare origini italiane, viene acquistato dalla Juventus in qualità di oriundo.
Giunto in Italia viene immediatamente smistato al Lanerossi Vicenza in prestito dove, pur giocando 21 gare, va in goal solo una volta.
Al termine del campionato 60-61, la Juventus, sempre proprietaria del suo cartellino, lo giudica ancora acerbo e lo concede ancora una volta in prestito, questa volta al Venezia, dove realizza 8 reti in 23 presenze, affermandosi come una ottima seconda punta, veloce e pronta ad andare in goal attraverso rapidi e precisi scambi con i compagni di reparto.
L'anno successivo, pienamente ambientatosi al nostro calcio, la Juventus lo inserisce nella sua rosa dove si alternerà con Nicolè a dare supporto alla prima punta Miranda e al "cabezon" Sívori.
Al termine della stagione avrà realizzato 4 reti in 12 presenze, risultando più prolifico del pari ruolo Nicolè che con le stesse presenze realizzerà solamente una rete.
Malgrado il discreto risultato i tecnici della Juventus decidono di cederlo definitivamente al neo promosso Bari.
Con i galletti baresi militerà tre stagioni scandite dalla immediata retrocessione in serie B il primo anno, da una imprevista e incredibile retrocessione in serie C il secondo e un inaspettato campionato nel girone C della terza serie che vede il Bari a centro classifica con 36 punti.
Nell'estate 1967 viene ingaggiato dagli statunitensi del New York Generals. Con i Generals ottenne il terzo posto della Eastern Division della NPSL, non qualificandosi per la finale della competizione.

### Nazionale
L'unica sua presenza in nazionale risale al 1960.

## Palmarès

### Club

#### Competizioni internazionali
- Coppa delle Alpi: 1

Juventus: 1963